# Relativiste
Ne doit pas être confondu avec relativisme.
 (décembre 2021).
Si vous disposez d'ouvrages ou d'articles de référence ou si vous connaissez des sites web de qualité traitant du thème abordé ici, merci de compléter l'article en donnant les références utiles à sa vérifiabilité et en les liant à la section « Notes et références ».
En physique, le qualificatif de relativiste appliqué à un objet, signifie que cet objet est animé d'une vitesse non négligeable par rapport à la vitesse de la lumière. Dans le cas contraire on parle d'un objet non relativiste. Ce vocabulaire distingue principalement la théorie qu'il convient d'utiliser pour décrire l'objet en question : la mécanique classique suffit à étudier les objets non relativistes, alors que les objets relativistes doivent être étudiés dans le cadre de la relativité restreinte ou générale. Ces deux théories se réduisent à la mécanique classique dans les situations où les vitesses intervenant dans le problème étudié sont suffisamment faibles.

## Vocabulaire
Divers adjectifs ou adverbes peuvent être ajoutés devant le terme « relativiste », afin de le préciser : « ultra-relativiste » désigne en général un objet animé d'une vitesse très proche de celle de la lumière, « faiblement relativiste » désigne au contraire une situation où les effets de relativité restreinte ou générale sont modérés bien que non négligeables.

## Mécanique classique et relativité restreinte ou générale
Les premières lois physiques ont été établies dans le cadre de ce que l'on a appelé par la suite la mécanique classique. Celle-ci a notamment permis de déterminer la première théorie physique de la gravitation, la gravitation universelle. Cependant, au début du XXe siècle, la mécanique classique s'est avérée incapable d'expliquer certains phénomènes électromagnétiques, notamment l'expérience de Michelson et Morley. La solution à ce problème fut principalement trouvée par Albert Einstein, qui découvrit les lois de la relativité restreinte. Celles-ci englobent et supplantent la plupart des lois de la mécanique classique, qui en sont en réalité une approximation, qui s'avère d'autant plus exacte que les vitesses en jeu sont faibles devant celle de la lumière. La gravitation universelle s'avéra très vite incompatible avec les lois de la relativité restreinte, mais uniquement pour les phénomènes gravitationnels où intervenaient des vitesses élevées. Il fallait donc trouver une nouvelle expression des lois de la gravitation, qui se réduisent à celles de la gravitation universelle aux petites vitesses, mais qui soient compatibles avec la relativité restreinte aux grandes vitesses. Ces nouvelles lois furent trouvées quelques années plus tard par Einstein, qui leur donna le nom de relativité générale.
Les calculs s'avèrent plus simples et plus intuitifs en mécanique classique qu'en relativité restreinte ou générale. Il est donc plus commode d'utiliser la mécanique classique, mais sa capacité à décrire les phénomènes est soumise au fait que les vitesses entrant en jeu sont suffisamment faibles, d'où le terme logique de vitesses « non relativistes ». À l'inverse, les situations où la relativité est indispensable sont qualifiées de « relativistes ».

## Exemples
D'après la relativité restreinte, une particule sans masse se déplace dans le vide à la vitesse de la lumière. Elle est donc par définition relativiste. Une particule qui a une masse non nulle se déplace toujours à une vitesse inférieure à celle de la lumière. Quand sa vitesse de déplacement par rapport à un référentiel est non négligeable par rapport à la vitesse de la lumière, alors cette particule est également dite relativiste. Si la vitesse est nulle ou négligeable par rapport à la vitesse de la lumière, la particule est qualifiée de non relativiste. La valeur critique à partir de laquelle le terme relativiste est utilisable dépend quelque peu du contexte. Elle est principalement déterminée par le moment où l'erreur faite sur la valeur d'une grandeur physique devient inacceptable quand on calcule celle-ci dans le cadre de la mécanique classique, alors qu'il faut en principe utiliser la relativité restreinte quand les vitesses deviennent suffisamment élevées.
De nombreux problèmes se traitent différemment dans les cas non relativiste ou relativiste, puisque la théorie à utiliser est différente. Par exemple l'énergie cinétique d'une particule non relativiste s'écrit simplement {\displaystyle {\frac {1}{2}}mv^{2}}, tandis que celle d'une particule relativiste vaut {\displaystyle mc^{2}(\gamma -1)=\gamma mc^{2}-mc^{2}} avec {\displaystyle \gamma =(1-(v/c)^{2})^{-{\frac {1}{2}}}}. D'un point de vue mathématique, l'expression dans le cas non-relativiste est le développement limité au second ordre en v/c de l'expression relativiste, même si en pratique elle a été trouvée autrement.

## Autres utilisations
On désigne sous le nom de « relativistes » les partisans de la théorie de la relativité, respectivement « anti-relativistes » pour ses adversaires. Aujourd'hui, le mot est plutôt employé pour désigner les physiciens se spécialisant sur le sujet de la relativité, le bien-fondé de cette théorie ne faisant plus débat (dans le sens où les prétendues théories du tout cherchent à l'inclure, au moins comme approximation).